# Municipio de Union (condado de Prairie)
El municipio de Union (en inglés: Union Township) es un municipio ubicado en el condado de Prairie en el estado estadounidense de Arkansas. En el año 2010 tenía una población de 147 habitantes y una densidad poblacional de 3,22 personas por km².

## Geografía
El municipio de Union se encuentra ubicado en las coordenadas 34°54′37″N 91°38′45″O / 34.91028, -91.64583. Según la Oficina del Censo de los Estados Unidos, el municipio tiene una superficie total de 45.67 km², de la cual 44,95 km² corresponden a tierra firme y (1,58 %) 0,72 km² es agua.

## Demografía
Según el censo de 2010, había 147 personas residiendo en el municipio de Union. La densidad de población era de 3,22 hab./km². De los 147 habitantes, el municipio de Union estaba compuesto por el 99,32 % blancos, el 0,68 % eran asiáticos. Del total de la población el 1,36 % eran hispanos o latinos de cualquier raza.